# Осман Йоджалан
Осман Йоджалан (на кюрдски: Osman Öcalan, на турски: Osman Öcalan) е кюрдски революционер, участник в турско-кюрдския конфликт. Той е брат на Абдула Йоджалан – лидер на Кюрдската работническа партия в периода до 1999 година.

## Биография
Осман Йоджалан е роден през 1958 година в село Йомерли, вилает Шанлъурфа, Турция. Член на ПКК в периода от 1978 до 2004 година. През 2004 година създава нова паравоенна организация.